# Matra Alice
Matra & Hachette Ordinateur Alice — домашний компьютер, продаваемый во Франции с 1983 года.

## Описание
Это был клон Tandy MC-10, созданный в результате сотрудничества между Matra и Hachette во Франции и Tandy Corporation в США. Отличался ярко-красным корпусом, функционально эквивалентен MC-10 с разъёмом Péritel, заменяющим РЧ-модулятор для видеовыхода. Alice так и не стал популярным компьютером в своей стране. Первоначальная модель имела 4 КБ ОЗУ и использовала микросхему генератора дисплея Motorola 6847, которая использовалась, среди прочего, в Dragon 32 и Acorn Atom.